# Opočno
Pour les articles homonymes, voir Opočno (homonymie).
Opočno (auparavant : Opočen ; en allemand : Opotschno) est une ville du district de Rychnov nad Kněžnou, dans la région de Hradec Králové, en République tchèque. Sa population s'élevait à 3 140 habitants en 2024.

## Géographie
Opočno est arrosée par le Zlatý potok et se trouve à 17 km au nord-ouest de Rychnov nad Kněžnou, à 22 km à l'est-nord-est de Hradec Králové et à 122 km à l'est-nord-est de Prague.

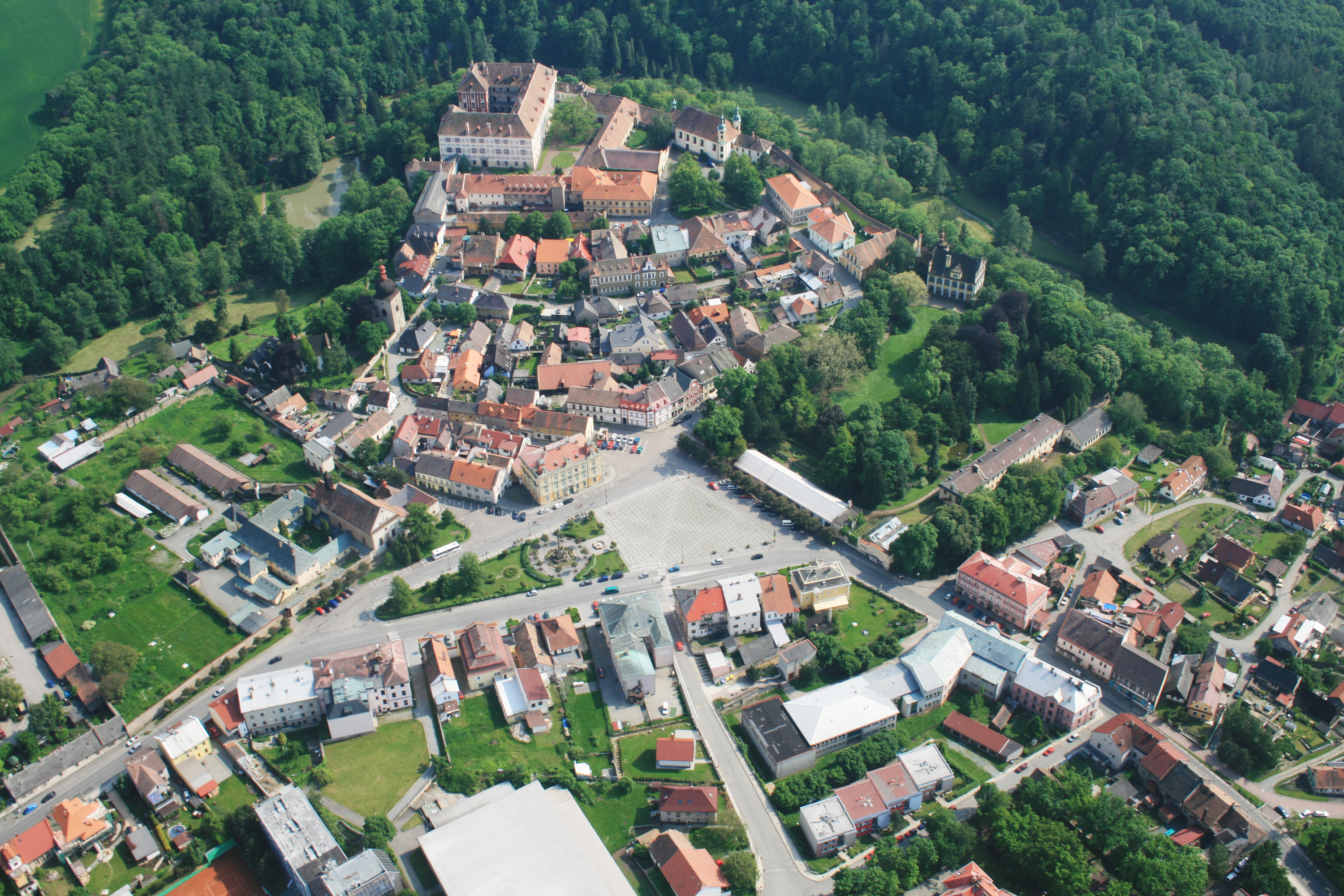
Opočno : vue aérienne.

La commune est limitée par Pohoří au nord, par Dobruška, Semechnice et Trnov à l'est, par Přepychy au sud, et par Mokré et České Meziříčí à l'ouest.

## Histoire
La première mention écrite de la localité date de 1068.

## Patrimoine
- Château d'Opočno :

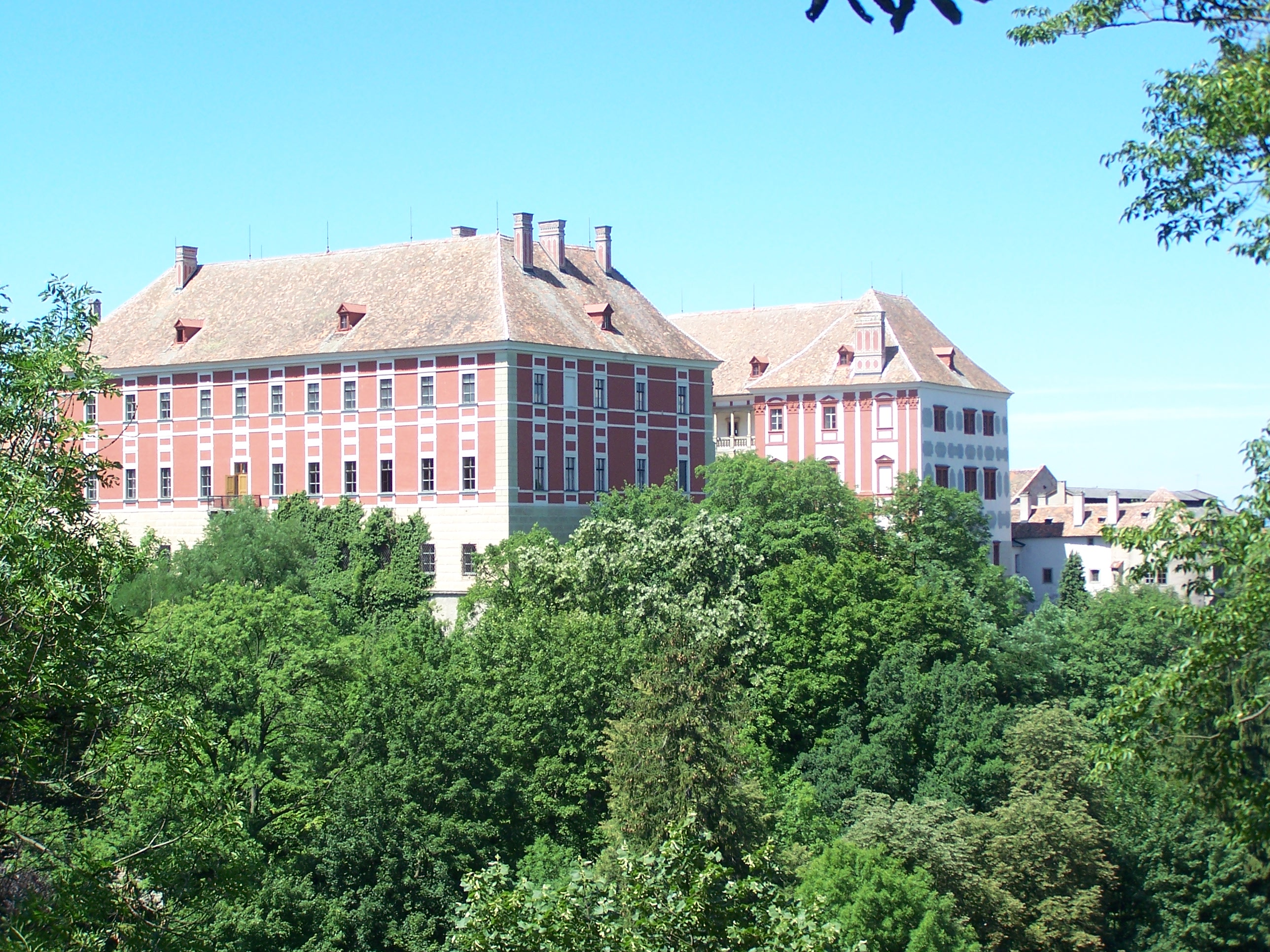
Château dOpočno.
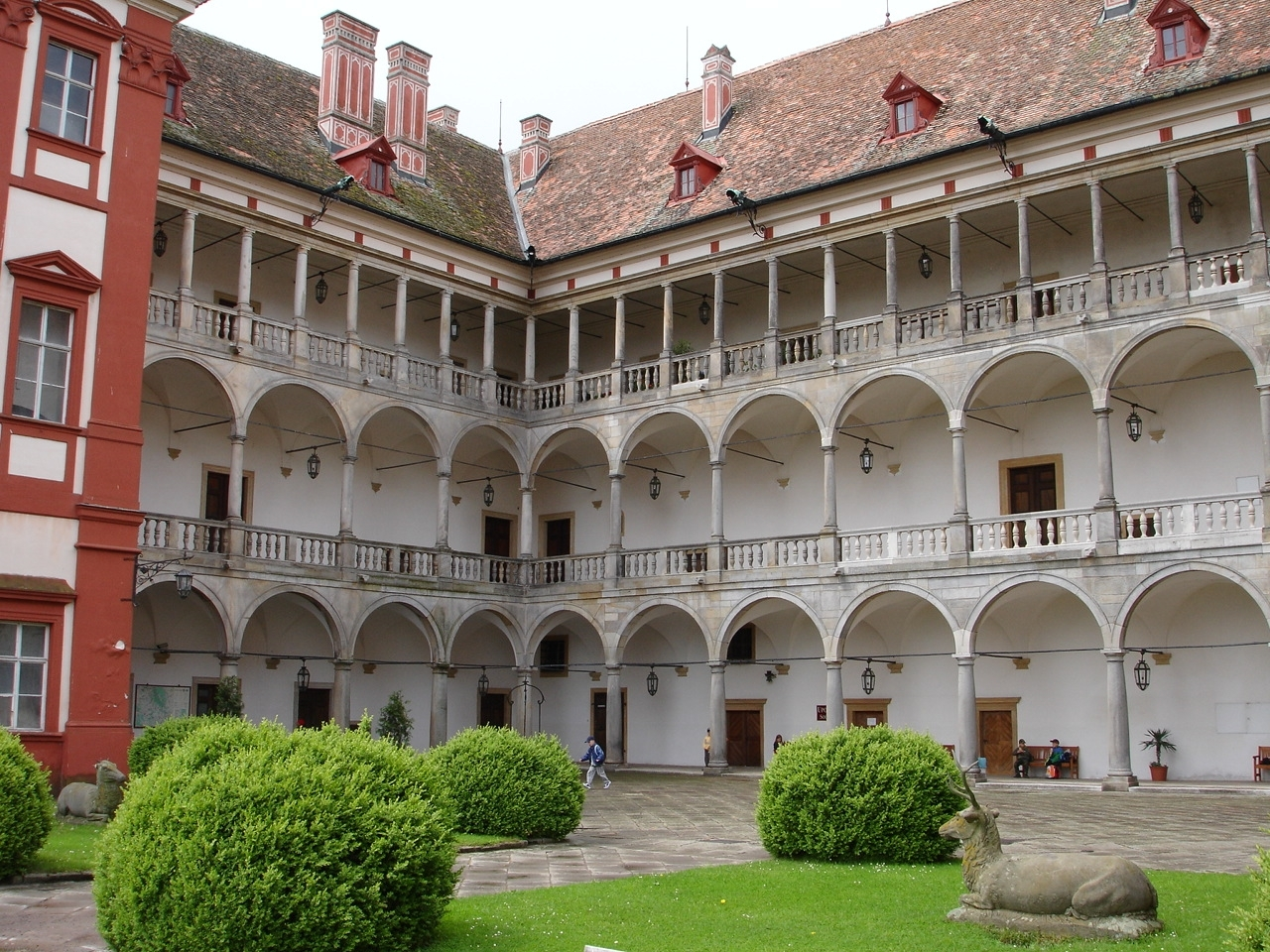
Château : cour intérieure.

## Transports
Par la route, Opočno se trouve à 5 km de Dobruška, à 22 km de Rychnov nad Kněžnou, à 26 km de Hradec Králové et à 145 km de Prague.

## Personnalités
- František Kupka (1871-1957), peintre
- Jaroslav Plašil (né en 1982), footballeur
- František Zdeněk Skuherský, compositeur
- Luboš Sluka, compositeur